# Distenia jordanai
Distenia jordanai es una especie de escarabajo longicornio del género Distenia, categorizada en la tribu Disteniini, de la orden Coleoptera. Fue descrita por Vives en 2012.

## Descripción
Mide 24 mm de longitud.

## Distribución
Se distribuye por Filipinas.